# Temnothorax nitens
Temnothorax nitens (лат.) — вид мелких по размеру муравьёв трибы Formicoxenini из подсемейства Myrmicinae семейства Formicidae. Встречаются в Неарктике: США (западные штаты). Мелкие желтовато-коричневого цвета муравьи (2—3 мм). Отличаются гладкой и блестящей спинной поверхностью груди и головы; скапус не достигает затылочных углов головы. Усики самок и рабочих 12-члениковые. Клипеус со срединным продольным килем. Проподеальные шипики на заднегруди развиты. Стебелёк между грудкой и брюшком состоит из двух члеников: петиолюса и постпетиолюса (последний чётко отделён от брюшка), жало развито, куколки голые (без кокона). Включён в видовую группу Temnothorax nitens.
Типовая серия была собрана коллектором в Калифорнии (Сан-Франциско) и передана мирмекологу Карло Эмери для описания.